# Rohonyi Anikó
Rohonyi Anikó (Budapest, 1942. november 16.) magyar opera-énekesnő (szoprán). Színpadi visszavonulása óta a Magyar Katolikus Rádió műsorvezetője. Vécsey Elvira unokahúga.

## Élete
Zenekedvelő családból származik. Édesapja, dr. Rohonyi Kálmán (1912–1994) ügyvéd volt, de 1945 után csak kőművesként dolgozhatott. Édesanyja, Vécsey Blanka (1913–1993), Vécsey Elvira húga és a hernádvécsei és hajnácskői Vécsey család leszármazottja.

Rohonyi Anikó gyermekként templomi kórusban énekelt. 1962 és 1970 között az Olajterv vállalatnál műszaki rajzolóként dolgozott, 1966-tól munka mellett tanult a Bartók Béla Zeneművészeti Szakiskola ének szakán Farkas Ilonka növendékeként. Állását otthagyva, 1970-ben a Zeneakadémián folytatta tanulmányait Kutrucz Évánál és Orosz Júliánál.
Az 1972–73-as évadban lett a Magyar Állami Operaház ösztöndíjasa, a következő szezontól magánénekese. A társulat egyik vezető drámai szopránja volt. 1984-ben kötött házasságot Hormai József tenoristával, akitől később elvált. 2002-ben vonult vissza a színpadtól, bár jótékonysági koncerteken jelenleg is fellép. 2003 óta a Magyar Katolikus Rádióban Az opera világa címmel van riportműsora. 2014-ben a Magyar Művészeti Akadémia levelező tagja lett.
Fia, Balázs (* 1988) a Niburta együttes tagja.

## Szerepei
A Színházi Adattárban regisztrált bemutatóinak száma: 15.
| - Erkel: Hunyadi László — Szilágyi Erzsébet - Erkel: Bánk bán — Gertrudis - Gershwin: Porgy és Bess — Clara - Giordano: André Chénier — Madeleine de Coigny - Mascagni: Parasztbecsület — Santuzza - Mozart: Don Juan — Donna Elvira - Ponchielli: La Gioconda — címszerep - Puccini: Tosca — Floria Tosca; Pásztorfiú - Puccini: Turandot — címszerep - Verdi: A lombardok az első keresztes hadjáratban — Viclinda - Verdi: Macbeth — Egy hölgy | - Verdi: Don Carlos — Valois Erzsébet királyné; Mennyei hang - Verdi: Aida — címszerep - Verdi: A végzet hatalma — Doña Leonora di Vargas - Verdi: A trubadúr — Leonora - Verdi: Álarcosbál — Amelia - Verdi: Nabucco — Abigél - Wagner: Tannhäuser — Vénusz - Wagner: Lohengrin — Brabanti Elza - Wagner: A walkür — Gerhilde - Wagner: Istenek alkonya — Gutrune |

## Díjai
- Liszt Ferenc-díj (1990)
- Bartók–Pásztory-díj
- A Magyar Érdemrend lovagkeresztje (2025)